# Martin XB-48
Martin XB-48 – amerykański średni bombowiec z napędem odrzutowym, zaprojektowany przez wytwórnię Glenn L. Martin Company w połowie lat 40. XX wieku. Zbudowano dwa egzemplarze prototypowe, samolot nie trafił do produkcji seryjnej.

## Historia
Prace nad samolotem rozpoczęły się jeszcze podczas trwania II wojny światowej. Obok Glenn L. Martin Company nad nowym bombowcem pracowały również North American Aviation, która zbudowała samolot North American B-45 Tornado i wytwórnia Convair, która zaprojektowała bombowiec Convair XB-46. Glenn L. Martin wybudował dwa prototypy o numerach seryjnych 45-59585 i 45-59586. Pierwszy z nich wzbił się w powietrze 22 czerwca 1947 roku i wykonał 37-minutowy lot. Projekt nie był dalej rozwijany i rok później został w całości anulowany.

## Konstrukcja
XB-48 był całkowicie metalowym górnopłatem napędzanym sześcioma silnikami turboodrzutowymi, umieszczonymi w dwóch gondolach po trzy silniki, pod skrzydłami. Kadłub o trójkątnym przekroju ze spłaszczonym spodem. Skrzydła o trapezowym przekroju rozszerzające się przy kadłubie. Klapy szczelinowe na skrzydle umieszczone były prawie na całej długości krawędzi spływu. Podwozie jednotorowe, przednie i tylne dwukołowe, chowane w kadłub. Na zewnętrznych częściach gondoli silnikowcy były wnęki, do których chowane były pojedyncze koła na długich wysięgnikach podtrzymujące skrzydła. Usterzenie klasyczne, usterzenie poziome miało niewielki wznios.

## Uzbrojenie
Samolot mógł przewozić do 9980 kg bomb. Uzbrojenie obronne składało się ze zdalnie sterowanego stanowiska strzeleckiego na końcu kadłuba z dwoma karabinami 12,7 mm, które miały być montowane w wersji seryjnej.